# تقريظ
التقريظ عند العرب هو «عادة الكتاب والمؤرخين المتقدمين رحمهم الله أن يعرضوا ما كتبوا أو ألفوا على إخوانهم الكتاب العلماء أصحاب الفن لما عسى أن يظهر لهم في ذلك ويشهدوا على ما هنالك ويسمون ذلك تقريظا». أما عند قدماء اليونان فخطبة أو قصيدة في مدح شخص حي أمام نخبة من الناس. أو هو كلامٌ يُقال في مدح شخص أو فئة من الناس أو أثر أدبي.